# Grandeur de l'homme
Grandeur de l'homme (Grandezza dell'uomo) est une nouvelle de l'écrivain italien Dino Buzzati, publiée en 1958 dans le recueil Sessanta racconti.
La traduction en français de cette nouvelle paraît pour la première fois en France en 1968 dans le recueil Les Sept Messagers. Elle n'est pas présente dans le recueil original italien I sette messaggeri.

## Résumé
Dans une prison, une discussion s'engage entre les détenus et un nouvel arrivant, pauvre hère, sans papier, vieux et sans le sou, arrêté pour vagabondage et qui porte le nom apparemment dérisoire de Morro le Grand. Celui-ci raconte son histoire. 
Il fut arrêté après avoir rencontré son homonyme, Morro le Grand, alors qu'on l'accusait d'avoir volé une couverture. Ce Morro le Grand, très riche, maître d'un grand domaine, lui pardonne aisément et lui conte alors sa propre histoire. 
Alors marchand en Inde, il arrive dans une nouvelle ville, et se présente comme Morro le Grand. Mais il est alors conduit, pour vantardise, devant le véritable et unique Morro le Grand, vénéré astrologue, mathématicien et philosophe. Celui-ci l'accueille sous les meilleurs auspices, et lui explique que par le passé, il avait rencontré, dans des conditions similaires, un autre Morro le Grand. Ce dernier était le maître d'une île orientale, un vaillant guerrier et une fine lame. Mais lui aussi avait une histoire à raconter. 
Parti en campagne dans la lointaine Europe, il avançait un jour dans une contrée un peu rustre, où il fit la rencontre de Morro le Grand, non pas homme de violence dont le nom fait trembler par-delà les frontières comme il se jugeait, mais un humble personnage, un sage, passant sa vie à adorer Dieu. Morro le Grand guerrier fit ainsi la connaissance de Morro le Grand, celui-là même qui venait d'être jeté en prison pour vagabondage…

## Éditions françaises
- In Les Sept Messagers, recueil de vingt nouvelles de Dino Buzzati, traduction de Michel Breitman, Paris, Robert Laffont, coll. « Pavillons », 1968
- In Les Sept Messagers, Paris, UGE, coll. « 10/18. Domaine étranger » no 1519, 1982  (ISBN 2-264-00478-9)